# Robert Allen Pease
Robert Allen Pease (* 22. August 1940 in Rockville, Connecticut; † 18. Juni 2011 in Saratoga, Kalifornien), bekannt als Bob Pease, war ein Pionier der Entwicklung analoger integrierter Schaltkreise (IC) und technischer Autor zu Themen der Analogtechnik. Er entwickelte verschiedene Konzepte zur Realisierung von Bandabstandsreferenzen und darauf aufbauend den LM337, einen integrierten Spannungsregler für negative Spannungen. Pease ist der Autor von mehreren Fachbüchern und war Inhaber von 21 Patenten.

## Leben
Bob Pease studierte Elektrotechnik am Massachusetts Institute of Technology (MIT) und schloss 1961 mit dem Grad Bachelor of Science (BSEE) ab. In den folgenden Jahren arbeitete er bei der Firma George A. Philbrick Researches (GAP/R) und entwickelte damals neuartige Operationsverstärker als sogenanntes Solid-State-Bauelement. 1976 wechselte Bob Pease zu National Semiconductor (NSC), wo er an der Entwicklung von analogen integrierten Schaltkreisen mitarbeitete und als technischer Autor bis zu seinem Weggang 2009 tätig war. Er starb im Juni 2011 an den Folgen eines Verkehrsunfalles auf dem Rückweg von der Beerdigung von Jim Williams.

## Werke
- Troubleshooting Analog Circuits (EDN Series for Design Engineers), Newnes, 1991, ISBN 978-0-7506-9499-5
- Analog Circuits: World Class Designs, Newnes, 2008, ISBN 978-0-7506-8627-3
- Circuit Design: Know It All, Newnes, 2008, ISBN 978-1-85617-527-2 (gemeinsam mit Bob Zeidman, Tim Williams und Darren Ashby)